# Trần Bảo Ngọc
Trần Bảo Ngọc sinh năm 1978 tại Hà Nội được biết đến là người đã đoạt giải Hoa Hậu Phụ Nữ Việt Nam qua ảnh vào năm 2000, bên cạnh đó cô còn nổi tiếng là một trong những người mẫu kỳ cựu trong làng thời trang Việt. Là người nổi danh trên sàn catwalk trong 15 năm đã gặt hái nhiều thành công trong sự nghiệp người mẫu đó là cô đã giành giải nhất người mẫu Việt Nam năm 1995. Hiện nay, cô rất ít tham gia vào các hoạt động nghệ thuật mà tập trung vào việc kinh doanh thương hiệu thời trang riêng của mình.

## Tiểu sử[cần dẫn nguồn]
Con đường đến với nghề mẫu của Trần Bảo Ngọc như một định mệnh. Nhờ chiều cao vượt trội và được phát hiện từ những lớp học ngoại khóa ở Cung thiếu nhi, 16 tuổi, Bảo Ngọc lần đầu sải bước trên sàn diễn chữ T.
Trần Bảo Ngọc sinh hoạt trong CLB Người mẫu Hà Nội, năm 1994 cô là một trong ba người mẫu Việt (cùng với Vũ Cẩm Nhung và Dương Thanh Chấn) được CLB Người mẫu Hà Nội lựa chọn đại diện Việt Nam tham dự cuộc thi Người mẫu Châu Á tại Guam (Mỹ).
Nổi tiếng là một chân dài với chiều cao lý tưởng 1m76, năm 1995 cô giành giải nhất người mẫu Việt trong cuộc thi tìm kiếm người mẫu thời trang toàn quốc. Có thể nói đây là bước ngoặt mới cho sự nghiệp của cô. Suốt trong một thời gian dài, cô là người mẫu kì cựu trên sàn catwalk thế hệ vàng trong giới người mẫu, bên cạnh những gương mặt xuất sắc như Dương Thanh Chấn, Vũ Cẩm Nhung, Trần Thanh Hà, Thúy Hằng - Thúy Hạnh… Họ đã tạo nên "thế hệ vàng" đầu tiên trong giới người mẫu. Đến năm 2000, đọc được thông tin về cuộc thi Hoa hậu PNVN qua ảnh trên TGPN, cô quyết định đăng ký tham dự và cô đã giành được chiếc vương miện cao quý tại cuộc thi này. Sau khi đăng quang, cô vẫn chọn ở lại Hà Nội lập nghiệp. Sau khi tốt nghiệp Đại học Phương Đông, cô bắt đầu đi làm cho các công ty và vẫn tham gia vào công việc trình diễn thời trang
Sau khi kết hôn, cô cũng từ bỏ sàn diễn và cùng nhà thiết kế Tiến Lợi xây dựng thương hiệu thời trang CUC boutique, xây dựng công ty riêng của mình.

## Các giải thưởng[1]
- Tham dự cuộc thi Người mẫu Châu Á 1994 tại Guam (Mỹ)
- Giải nhất Người mẫu thời trang Việt Nam 1995
- Hoa Hậu Phụ nữ Việt Nam qua ảnh 2000
- Vào chung kết Hoa Hậu Quý bà Đẹp và Thành đạt Việt Nam 2009.

## Đời tư
Trần Bảo Ngọc kết hôn với người chồng hiện tại sau một thời gian dài hai người yêu nhau, cô lập gia đình khá sớm từ năm 2003, chồng cô là một công nhân viên chức bình thường hiện đang làm cho công ty Luật. Hai vợ chồng cô có hai người con đó là Bảo Hân và Hoàng Dương, hiện tại cô đang sống vui vẻ hạnh phúc bên chồng và hai người con của mình.